# Замок Бальга
За́мок Ба́льга (нем. Burg Balga) — один из самых известных памятников средневековой рыцарской архитектуры в стиле кирпичной готики в Калининградской области.
Название происходит от прусского balgnan — «седло», что, вероятно, описывает рельеф местности. Ранее на этом месте находилась прусская крепость Хонеда (также Wuntenowe, от прусского wundan — «вода»).

## История
Замок был возведён на месте прусской крепости, захваченной в 1239 году отрядом крестоносцев под руководством маршала Дитриха фон Бернхайма; удержать крепость помог герцог Отто I Брауншвейгский. Коренной народ этих земель, пруссы, относился к балтоязычной группе и был постепенно ассимилирован; окончательный удар по остаткам этноса нанесла эпидемия чумы в начале XVIII века.
С 1250 года Бальга стала центром комтурства. Замок играл ключевую роль в завоевании Натангии и Вармии. После поражения в Грюнвальдской битве в 1410 году Бальга не сдалась польскому королю. В 1499 году Бальга перестала быть центром комтурства Натангии.
После секуляризации Ордена в 1525 году замок был передан епископу Георгу фон Поленцу. С 1560 года замок начал разрушаться. Уже в 1627 году, во время польско-шведской войны, его начали разбирать для укрепления крепости Пиллау. Этот процесс был узаконен приказом короля Фридриха I в 1701 году. В 1736 году управление амтом Бальга было пожаловано генералу Иоганну фон Будденброку. С 1849 по 1945 год имение принадлежало семье фон Глазов.
В XIX веке к руинам возник научный интерес. В 1887 году архитектор Конрад Штайнбрехт провёл на территории замка раскопки и составил первые детальные планы. В 1929 году была проведена реставрация башни. В 1939 году был установлен памятный камень в честь 700-летия замка. Во время Второй мировой войны в замке располагалась разведшкола Абвера. В 1945 году Бальга стала ареной заключительного этапа Хайлигенбайльской операции.

## Архитектура
Замок состоял из цитадели (главного замка) и обширного форбурга. Ранние постройки возводились из полевого камня, основное строительство велось из кирпича в технике вендской кладки. Цитадель представляла собой неправильный шестиугольник. Во внутреннем дворе располагалась крытая галерея-клуатр. В декоре использовались профилированные и глазурованные (красные, жёлтые, зелёные) кирпичи. Согласно реконструкции Конрада Штайнбрехта, в южной части цитадели находилась капелла, в юго-восточной — ремтер, а в северо-восточной — капитульный зал.

## Современное состояние и перспективы реставрации
До наших дней сохранились руины форбурга и кирхи Св. Николая. Цитадель была полностью утрачена, а кирха после войны разбиралась на кирпич местными жителями. Руины являются объектом культурного наследия федерального значения.
В 2022 году руины были переданы в аренду инвесторам. 29 апреля 2023 года замок был официально открыт для посещения после проведения работ по благоустройству и частичной консервации. Заявлено о планах по дальнейшей реставрации.

## Известные личности, связанные с замком
- Вернер фон Баттенберг — комтур Бальги в 1257 году, позднее магистр Тевтонского ордена в Германии.
- Ульрих фон Юнгинген — комтур Бальги в 1396—1404 годах, впоследствии великий магистр Тевтонского ордена.
- Георг фон Поленц (1478—1550) — первый лютеранский епископ, жил и умер в замке.
- Иоганн фон Будденброк (1707—1781) — прусский генерал, получил в управление амт Бальга в 1736 году.

## Галерея

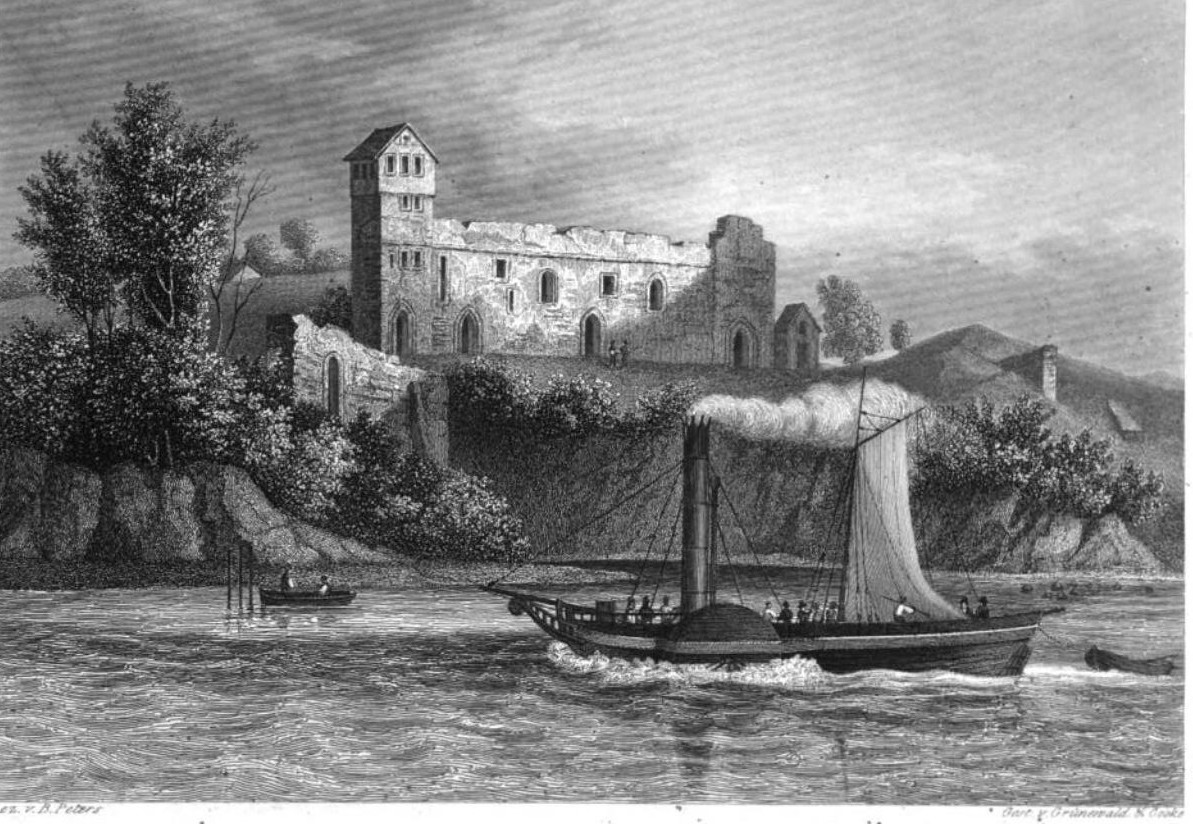
Замок в 1842 году (литография)
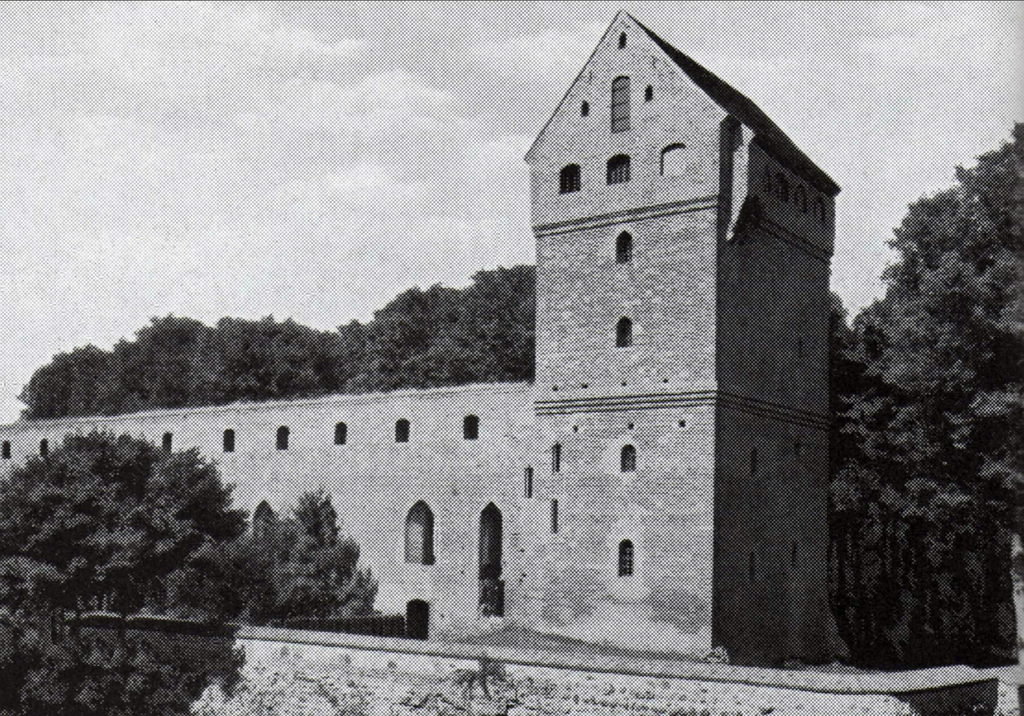
Вид на замок в 1931 году
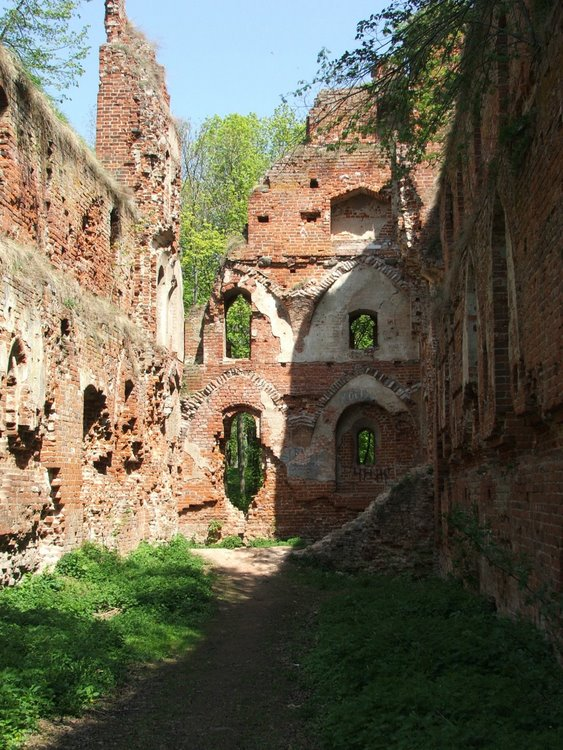
Руины замка, 2006 год
Руины форбурга, 2017 год
Внутренний двор форбурга, 2017 год